# Idioma protoaustroasiático
Protoaustroasiático es el ancestro reconstruido de las lenguas austroasiáticas. El proto-mon-jemer (es decir, todas las ramas austroasiáticas excepto Munda) ha sido reconstruido en el Diccionario comparativo mon-jemer de Harry L. Shorto, mientras que Paul Sidwell está llevando a cabo una nueva reconstrucción del protoaustroasiático
Los estudiosos generalmente fechan la lengua ancestral en c. 3000 a. C. – c. 2000 a. C. con una patria en el sur de China o en el valle del río Mekong. Sidwell (2022) propone que el lugar del protoaustroasiático estaba en el área del delta del río Rojo alrededor de c. 2500 a. C. – c. 2000 a. C.

## Fonológia

### Shorto (2006)
El lengua proto-mon-jemer es el ancestro reconstruido de las lenguas mon-jemer, una supuesta rama primaria de las lenguas austroasiáticas. Sin embargo, Mon-jemer como taxón se ha abandonado en clasificaciones recientes, lo que convierte a Proto-mon-jemer en sinónimo de Protoaustroasiático; las lenguas munda, que no están bien documentadas y han sido reestructuradas mediante contacto lingüístico externo, no se han incluido en las reconstrucciones.
Según lo reconstruido por Harry L. Shorto (2006) sobre el Proto-Mon–jemer, tiene un total de 21 consonantes, 7 vocales distintas, que pueden alargarse y glotalizarse, y 3 diptongos.
|                      | Labiales | Labiales | Alveolares   | Alveolares   | Palatales | Palatales | Velares | Velares | Glotales | Glotales |
| -------------------- | -------- | -------- | ------------ | ------------ | --------- | --------- | ------- | ------- | -------- | -------- |
| Oclusivas sordas     | p /p/    | p /p/    | t /t/        | t /t/        | c /c/     | c /c/     | k /k/   | k /k/   | ʔ /ʔ/    | ʔ /ʔ/    |
| Oclusivas sonoras    | b /b/    | b /b/    | d /d/        | d /d/        | j /ɟ/     | j /ɟ/     | g /g/   | g /g/   |          |          |
| Oclusivas Implosivas | ɓ        | ɓ        | ɗ            | ɗ            |           |           |         |         |          |          |
| Nasales              | m /m/    | m /m/    | n /n/        | n /n/        | ɲ /ɲ/     | ɲ /ɲ/     | ŋ /ŋ/   | ŋ /ŋ/   |          |          |
| Semivocales          | w /w/    | w /w/    |              |              | y /j/     | y /j/     |         |         |          |          |
| Líquidas             |          |          | r /r/, l /l/ | r /r/, l /l/ |           |           |         |         |          |          |
| Fricativas           |          |          |              |              | s /ç/     | s /ç/     |         |         | h /h/    | h /h/    |

Proto-mon–jemer es rico en vocales, se muestran a continuación:
- *a, *aa
- *e, *ee
- *ə, *əə
- *i, *-iʔ, *ii, *-iiʔ
- *o, *oo
- *ɔ, *ɔɔ
- *u, *uu, *-uuʔ

| Altas    | Altas    | Anteriores     | Anteriores     | Centrales      | Centrales      | Posteriores    | Posteriores    |
| -------- | -------- | -------------- | -------------- | -------------- | -------------- | -------------- | -------------- |
| Cerradas | Cerradas | i /i/, ii /iː/ | i /i/, ii /iː/ |                |                | u /u/, uu /uː/ | u /u/, uu /uː/ |
| Medias   | Medias   | e /e/, ee /eː/ | e /e/, ee /eː/ | ə /ə/, əə /əː/ | ə /ə/, əə /əː/ | o /o/, oo /oː/ | o /o/, oo /oː/ |
| Abiertas | Abiertas |                |                | a /a/, aa /aː/ | a /a/, aa /aː/ | ɔ /ɔ/, ɔɔ /ɔː/ | ɔ /ɔ/, ɔɔ /ɔː/ |

Los diptongos son:
- *iə, *uə, *ai

### Sidwell & Rau (2015)
Paul Sidwell y Felix Rau (2015) proponen la siguiente estructura de sílabas para el protoaustroasiático.
- *Ci(Cm)VCf

También son posibles formas más complejas con prefijos e infijos, así como la "copia de coda" presílaba de las sílabas principales.
- *(Cp(n/r/l))CiVCf

Sidwell & Rau (2015) reconstruct 21-22 consonantes protoaustroasiáticas (la reconstrucción de *ʄ es incierta).
Todas las consonantes protoaustroasiáticas, excepto las implosivas y oclusivas sonoras, pueden aparecer como finales de sílaba (Cf).
Todas las oclusivas sordas y sonoras protoaustroasiáticas, así como *m-, *N-, *r-, *l-, y *s-, puede ocurrir como presílabas o sesquisílabos(Cp).
Las consonantes mediales (Cm) son *-w -, *-r -, *-l -, *-j -, y *-h-.
|                   | Labiales | Labiales | Alveolares | Alveolares | Palatales | Palatales | Velares | Velares | Glotales | Glotales |
| ----------------- | -------- | -------- | ---------- | ---------- | --------- | --------- | ------- | ------- | -------- | -------- |
| Oclusivas sordas  | p        | p        | t          | t          | c         | c         | k       | k       | ʔ        | ʔ        |
| Oclusivas sonoras | b        | b        | d          | d          | ɟ         | ɟ         | ɡ       | ɡ       |          |          |
| Implosivas        | ɓ        | ɓ        | ɗ          | ɗ          | (ʄ)       | (ʄ)       |         |         |          |          |
| Nasales           | m        | m        | n          | n          | ɲ         | ɲ         | ŋ       | ŋ       |          |          |
| Fricativas sordas |          |          | s          | s          |           |           |         |         | h        | h        |
| Aproximantes      | w        | w        | l          | l          | j         | j         |         |         |          |          |
| Róticas           |          |          | r          | r          |           |           |         |         |          |          |

Sidwell & Rau (2015) reconstruye 8 vocales protoaustroasiáticas, para las cuales existe un contraste de longitud vocálica. A una vocal larga se le agregarán dos puntos triangulares (ː) en lugar de duplicarla.
| Alto     | Alto     | Anteriores | Anteriores | Centrales | Centrales | Posteriores | Posteriores |
| -------- | -------- | ---------- | ---------- | --------- | --------- | ----------- | ----------- |
| Cerradas | Cerradas | i          | i          |           |           | u           | u           |
| Media    | Media    | e          | e          | ə         | ə         | o           | o           |
| Abierta  | Abierta  | ɛ          | ɛ          | a         | a         | ɔ           | ɔ           |

Los diptongos protoaustroasiáticos son *iə y *uə, y posiblemente *ie y *uo.

## Morfología
Las estructuras comunes incluyen raíces *CV(C) y *CCV(C). Las raíces CVC también se pueden colocar mediante prefijos o infijos, como en *C-CVC o *C(C)VC (Shorto 2006).  Sidwell (2008) ofrece las siguientes formas fonológicas para dos tipos de raíces.
- Monosilábico - C(R)V(V)C
- Sesquisilábico - CCV(V)C

Nota:R es una de las consonantes mediales opcionales /r, l, j, w, h/.
Sidwell (2008) considera que las dos ramas mon-jemeres más morfológicamente conservadoras son las Lenguas khmuicas y las áslicas. Por otro lado, la morfología del vietnamita es mucho más similar a la del chino y las lenguas tai ha perdido muchas características morfológicas encontradas en proto-mon-jemer.
Los siguientes afijos proto-mon-jemer, que aún son provisionales, han sido reconstruidos por Paul Sidwell (Sidwell 2008:257-263).
- Nominalizanción *-n- (instrumental en Kammu, resultativo en Khmu)
- Normalización agentiva *-m-
- Normalización iterative (expresivo de repetitividad/numerosidad) *-l-/*-r-
- Normalización instrumental *-p-
- Causativo *p(V)- (alomorfos: p-, pn-, -m-)
- Reciprocal *tr-/*t(N)-
- Estativa *h-/*hN- (?)

Roger Blench (2012) señala que los austroasiáticos y sino-tibetanos comparten muchas similitudes con respecto a la estructura de las palabras, particularmente los afijos nominales (también conocidos como sesquisílabos o prefijos de sílabas menores). Blench (2012) no llega a conclusiones definitivas sobre cómo podrían haber surgido estas similitudes, pero sugiere que esta difusión tipológica podría haberse producido como resultado de un contacto intensivo en un área entre el norte de Vietnam, Laos y el noreste de Myanmar.

## Sintaxis
Al igual que las lenguas tai, el proto-mon-jemer tiene un orden SVO, o medial verbal. Proto-Mon-Jemer también utiliza clasificadores de sustantivos y serialización verbal (Shorto 2006).
Sin embargo, Paul Sidwell (2018) sugiere que el protoaustroasiático puede haber sido, de hecho, inicial del verbo, y que el orden SVO se produjo en Indochina debido a la convergencia en el área lingüística del sudeste asiático continental. Varios idiomas austroasiáticos modernos muestran el orden de las palabras iniciales de los verbos, incluidos Pnar y Wa (Jenny 2015). las lenguas nicobaresas también muestra el orden de las palabras iniciales de los verbos.